# ドーナツもり
『ドーナツもり』は、2022年公開の日本映画。監督は中長編映画初監督となる定谷美海、主演は中澤梓佐。
東京・神楽坂にある古民家を改装したドーナツ店「ドーナツもり」を舞台に、お店で働く公子（きみこ）と客人、そしてオーナーとの交流を通して、公子が抱える自身の問題と向き合っていく物語。
2021年10月10日からCAMPFIREでクラウドファンディングが実施され、200万円の目標額に対し204万5000円の資金が集められた。
2022年12月2日より、アップリンク吉祥寺で劇場公開された。

## キャスト

### 主要人物
公子
演 - 中澤梓佐
本作の主人公。東京・神楽坂にあるドーナツ店「ドーナツもり」の店員。
森武蔵
演 - 足立智充
ドーナツ店「ドーナツもり」のオーナー。
森めぐみ
演 - tara
武蔵の妻。
小石
演 - 髙橋雄祐
ドーナツ店「ドーナツもり」の店員。
ユータ
演 - 関口アナン
公子の元カレ。

### ドーナツ店「ドーナツもり」の客人
民夫
演 - 細川佳央
ちひろ
演 - 仁科かりん
ルイ
演 - 安藤聖

### 役名未定
- 遊屋慎太郎[5]
- 芹澤興人[5]

## スタッフ
- 企画・監督・脚本：定谷美海
- 撮影：木津俊彦
- 照明：津覇実人
- 録音：柳田耕佑
- 美術：吉田透
- スタイリスト：山根梨菜子
- ヘアメイク：中原康博
- 劇中イラスト：Clara
- スチール：大林直行
- 助監督：関口アナン
- 協力プロデューサー：堀寛和